# Вавилов, Владимир Владимирович
Владимир Владимирович Вавилов (род. 6 ноября 1953, Казань) — российский общественный деятель, председатель правления Регионального общественного благотворительного фонда помощи детям, больным лейкемией, Республики Татарстан имени Анжелы Вавиловой, лауреат Государственной премии Российской Федерации за выдающиеся достижения в области благотворительной деятельности 2017 года.

## Биография
После окончания средней школы работал водителем грузового транспорта, а затем — рейсового автобуса.
В 2003 году при поддержке единомышленников создал общественный благотворительный фонд помощи детям, больным лейкемией, основой которого стали денежные средства, собранные на лечение дочери Анжелы (1998—2003), имя которой носит организация.
С 2010 года занялся изучением вопросов развития паллиативной помощи детям в Республике Татарстан, стал председателем наблюдательного совета организованного фондом первого Казанского Хосписа, с июля 2011 года оказывающего тяжелобольным надомную, а с февраля 2013 года — также стационарную паллиативную помощь.
За время работы под руководством В. В. Вавилова фондом организованы и проведены многочисленные благотворительные акции, направленные на улучшение состояния детей с онкологическими заболеваниями и их семей, поощрение волонтёрского движения.
В 2012 году за благотворительную деятельность удостоен звания Почётного гражданина Казани
С 2013 года — член Общественной палаты Республики Татарстан. Является членом Общественного Совета при Министерстве здравоохранения Республики Татарстан и Министерстве социальной защиты Республики Татарстан, членом Экспертного Совета при Кабинете Министров Республики Татарстан. Кандидат в члены Общественной палаты Российской Федерации.
В 2014 году за доброту, подвижничество, за помощь тяжелобольным детям и их семьям удостоен премии «Своя колея» имени В. С. Высоцкого.
В 2017 году В. В. Вавилову присуждена Государственная премия Российской Федерации за выдающиеся достижения в области благотворительной деятельности.
В 2022 году поддержал вторжение России на территорию Украины, отметив, что «не назвал бы происходящее сейчас печальными событиями», так как «гидру» и «силу фашистскую можно остановить только силой, иначе невозможно, никакой пощады!». Также устроил флешмоб в поддержку вторжения с участием пациентов-детей, их родителей и персонала своего хосписа, которых выстроил в букву «Z», что вызвало неоднозначную реакцию.

## Награды
Российские

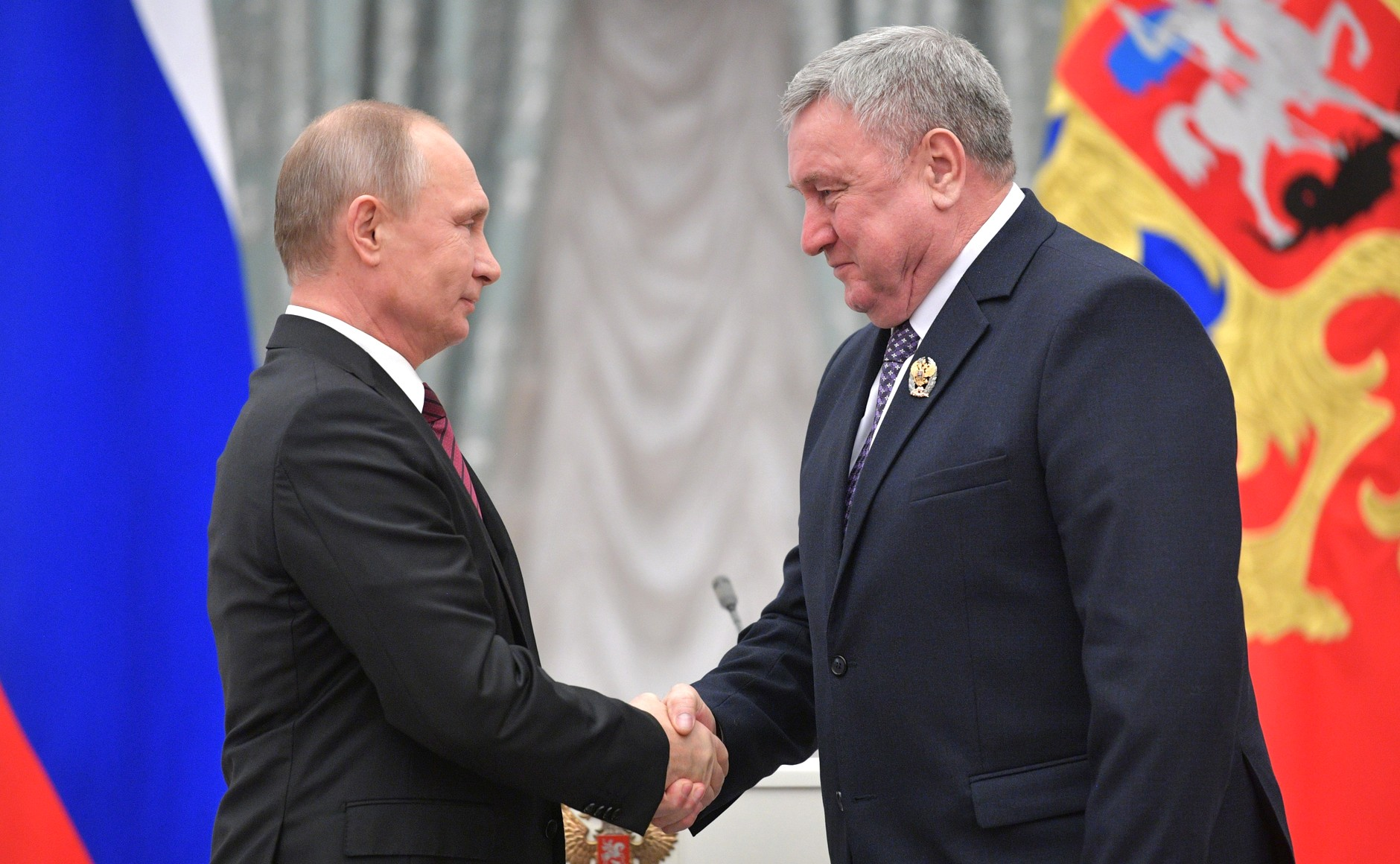
На вручении премии, 2017 год

- Орден Пирогова (27 марта 2023 года) — за заслуги в области социальной защиты населения и многолетнюю добросовестную работу[12].
- Государственная премия Российской Федерации (2017 год) — за выдающиеся достижения в области благотворительной деятельности[13]. Вручена президентом Российской Федерации В. В. Путиным в Московском кремле[14].
- Медаль «Спешите делать добро» (2015 год) — за милосердие, проявленное к больным детям[15].

Татарстанские
- Премия Президента Республики Татарстан (2015 год) — за вклад в развитие институтов гражданского общества в Республике Татарстан[16]. Вручена президентом Республики Татарстан Р. Н. Миннихановым на заседании Республиканского форума социально ориентированных некоммерческих организаций в ГТРК «Корстон»[17].
- Медаль ордена «За заслуги перед Республикой Татарстан» (2023 год) — за многолетнюю добросовестную работу, активную общественную и благотворительную деятельность[18].
- Медаль «За доблестный труд» (2016 год) — за многолетнюю добросовестную работу, активную общественную и благотворительную деятельность[19].
- Медаль «100 лет образования Татарской Автономной Советской Социалистической Республики» (2020 год) — за существенный вклад в укрепление социально-экономического потенциала Республики Татарстан, высокие достижения в профессиональной и общественной деятельности[20].
- Благодарственное письмо (2009, 2013 гг.)[21], благодарность Президента Республики Татарстан (2018 год)[22].
- Звание «Почётный гражданин Казани» (2012 год) — за выдающийся вклад в организацию благотворительной деятельности с целью оказания помощи детям с онкозаболеваниями[23].
- Почётная грамота Исполнительного комитета города Казани (2008 год)[24].